# Бабушка (фильм, 1971)
«Бабушка» (чеш. Babička) — чехословацкий двухсерийный цветной телевизионный фильм, драма 1971 года. Экранизация одноимённой повести Божены Немцовой.

## Сюжет
Бабушка переехала с Орлицких гор к своей дочери в долину, чтобы помогать в воспитании внуков. Старая женщина легко завязывает знакомство с соседями, а также с аристократкой из дворца, которая делает добро, благодаря советам бабушки.

## В ролях
- Ярмила Курандова — бабушка
- Либуше Шафранкова — Барунька
- Либуше Гепртова — Викторка
- Ленка Колегарова — Аделька
- Квета Фиалова — княжна
- Магда Вашариова — Гортензия
- Эрик Пардус — Ян
- Мила Мысликова — Прошкова
- Зденек Матоуш — Прошек
- Йозеф Сомр — Тальян
- Хелена Ружичкова — мельничиха
- Войцех Рон — мельник
- Ольдржих Влах — Тоник
- Ярослав Моучка — Кудрна
- Йозеф Кемр — сваха
- Вацлав Котва — Кантор
- Петр Чепек — охотник